# Íon (diálogo)
Íon é um diálogo platônico que se ocupa com a poesia, busca compreender se essa decorre da inspiração divina ou se é produto do conhecimento.